# Винт (прост механизъм)
Вижте пояснителната страница за други значения на Винт.
Винт (прост механизъм) е механизъм, който превръща въртеливото движение в линейно движение и момента на въртеливото движение в линейна сила. Той е един от шестте класически прости механизми.
Подобно на другите прости машини винта може да увеличава силата. като малката сила необходима за въртенето на винта може да даде голяма аксиална сила в гайката. Колкото по-малка е стъпката на винта, толкова по-голяма е силата, която се получава на изхода.

## Използване
Една от първите машини в древността е преса за зехтин. При нея винта е изработван от дърво.
Има много различни инструменти използващи основно движението на винта:
- Менгеме
- Крик
- Преса за грозде за пресоване на вино